# José Anigo
José Anigo (Marseille, 15 april 1961) is een Frans voetbaltrainer en voormalig voetballer.

## Spelerscarrière
Anigo was als speler acht seizoenen actief bij Olympique Marseille. Anigo degradeerde in zijn eerste seizoen naar de Division 2 met Marseille en promoveerde pas in 1984 weer naar de Division 1 met de club. Na drie seizoenen op het hoogste niveau trok hij naar Nîmes Olympique, met wie hij drie seizoenen in de Division 2 speelde. Anigo rondde zijn spelerscarrière af bij US Marseille Endoume, SO Cassis Carnoux en opnieuw US Marseille Endoume.

## Trainerscarrière
Anigo begon zijn trainerscarrière bij de club waar hij zijn spelerscarrière beëindigd had, Marseille Endoume. In de Coupe de France 1995/96 nam hij het in de 1/32e finale op tegen stadsgenoot en grote broer Olympique Marseille, tevens zijn ex-club. In het seizoen 1996/97 trainde hij een ander klein broertje van l'OM, Consolat Marseille. Nadien ging hij aan de slag als jeugdtrainer van Olympique Marseille. In de zomer van 2001 probeerde hij het even als hoofdtrainer, maar na een bedroevende twee op twaalf werd hij in augustus al vervangen door zijn voorganger Tomislav Ivić.
Na het ontslag van Alain Perrin in januari 2004 viel Anigo opnieuw in als trainer van Marseille. Ditmaal liep het beter: hij leidde de club in de UEFA Cup 2003/04 voorbij Dnipro Dnipropetrovsk, Liverpool, Internazionale en Newcastle United, waarop de club zich plaatste voor de finale. Marseille verloor deze finale evenwel met 2–0 van Valencia, onder andere door een rode kaart voor doelman Fabien Barthez vlak voor de rust. Na het vertrek van Didier Drogba in de zomer van 2004 begon Marseille verzwakt aan het seizoen 2004/05, en vanwege tegenvallende resultaten werd hij in november 2004 vervangen als trainer.
Anigo bleef na zijn aftreden als trainer aan de slag bij Marseille als sportief directeur. Onder zijn bewind werd Marseille in 2010 landskampioen en won het tussen 2010 en 2012 driemaal op rij de Coupe de la Ligue. In december 2013 sprong Anigo opnieuw in als trainer na het ontslag van Elie Baup. Op 8 mei 2014 liet hij weten dat hij op het einde van het seizoen zou opstappen als sportief directeur.
Anigo trainde later nog Espérance de Tunis, Levadiakos, Panionios en was oktober 2019 tot juni 2020 werkzaam als directeur scouting bij Nottingham Forest.